# Casa de la Primera Imprenta de América

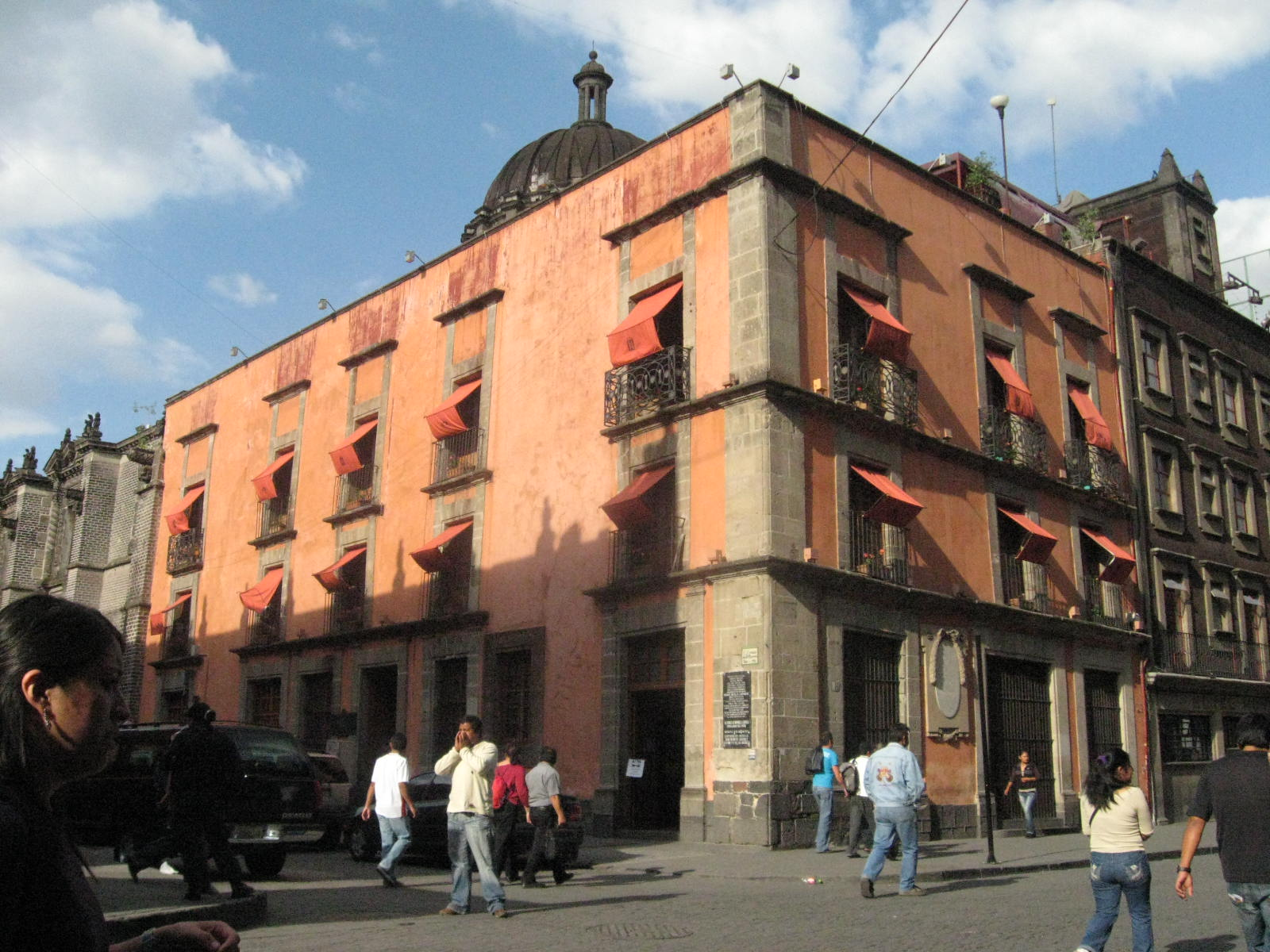
Exterior de la Casa de la Primera Imprenta de América

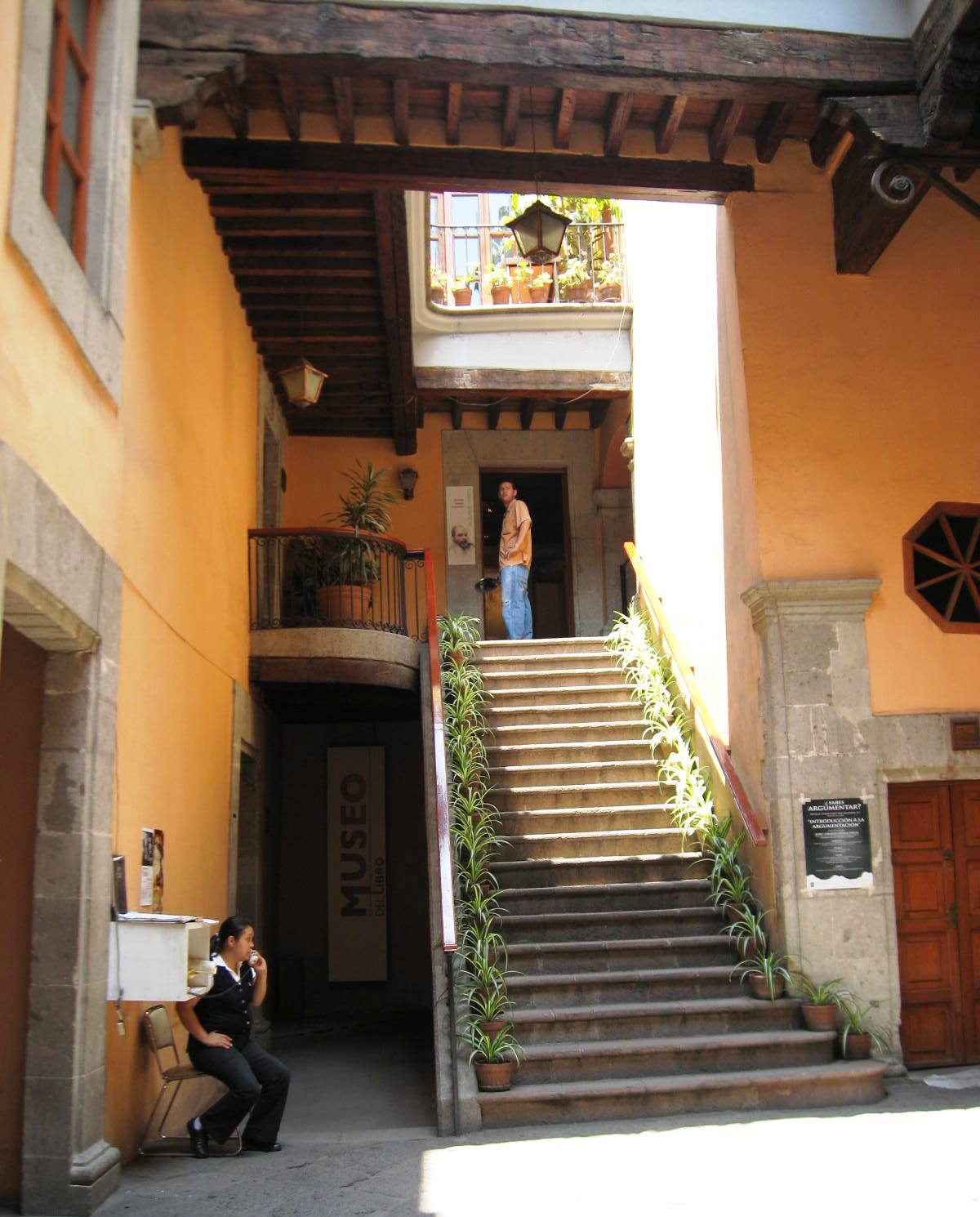
El patio de la casa

La casa de la Primera Imprenta de América ubicada en la esquina de las calles Moneda y Licenciado Primo Verdad, en la Ciudad de México fue la sede de la primera imprenta en el Nuevo Mundo. Fue construida originalmente por Gerónimo de Aguilar en 1524 y está situado en la orilla exterior de lo que fue el recinto sagrado del Templo Mayor antes de la Conquista de México.
Después de recibir permiso del rey español Carlos I de España, el arzobispo de la Ciudad de México, Juan de Zumárraga recibió una imprenta traída de Europa en 1539. La prensa se estableció en esta casa, que entonces se llamaba la Casa de las Campanas, por decisión del editor Juan Cromberger, que radicaba en Sevilla y la puso a cargo del impresor italiano Juan Pablos, que trabajó durante diez años a cambio de los gastos de su manutención. Se comenzó a trabajar imprimiendo documentos relacionados con el virreinato y la Iglesia. Uno de estos documentos fue un catecismo titulado Breve y más compendiosa doctrina christiana en lengua mexicana y castellana, escrito por el propio arzobispo.
Posteriormente a su período como imprenta, la casa cambió de manos varias veces y se utilizó para diversos fines. En el siglo XVII perteneció al Monasterio de Santa Teresa de la Orden de las Carmelas Reformadas, y más tarde, en el siglo XVIII perteneció a la Real Orden Militar de Nuestra Señora de la Merced Redención de los Cautivos de la Ciudad de México. En 1847, las tropas de Estados Unidos ocuparon la casa y destruyeron los archivos que estaban alojados en su interior. La casa entonces era propiedad de un grupo de civiles, entre ellos uno que utilizaba el edificio como tienda de muebles. En el siglo XX el edificio fue utilizado sobre todo como oficinas, además de albergar un servicio de papelería e impresión llamado Imprenta y Papelería Militar Marte. La casa continuó cambiando de manos hasta 1989, cuando la Universidad Autónoma Metropolitana (UAM) la compró con la intención de restaurarla.
La universidad trabajó con el Programa de Restauración del Centro Histórico, en conjunto con el Instituto Nacional de Antropología e Historia. Cerca de 82 cm por debajo de la superficie de la planta baja, se descubrió la cabeza de piedra de una serpiente de la época de los aztecas. Es posible que esta cabeza fuera visible para los ocupantes del edificio en los siglos XVI y XVII. Desde 1994, la casa funciona como el Centro de Educación Continua de la UAM con varias salas de exposiciones, una librería, además de espacios para conferencias y cursos. En 2008, se inauguró en sus instalaciones el Museo del Libro, que exhibe algunos de los libros más antiguos en México.